# Nieruchomość wspólna
Nieruchomość wspólna – grunt oraz te części budynku i urządzenia, które nie służą wyłącznie do użytku właścicieli lokali (ściany nośne, fundamenty, dach, klatka schodowa, kominy, piony wodno-kanalizacyjne, winda, telewizyjna antena zbiorcza, instalacja domofonowa, gazowa, centralnego ogrzewania itp.). Nieruchomość wspólna jest wyodrębniona przy okazji ustanawianej odrębnej własności lokali – należą do niej wszystkie części budynku, które w chwili ustanowienia odrębnej własności (sprzedaży) pierwszego lokalu nie zostaną wliczone do sumy powierzchni użytkowej wszystkich samodzielnych lokali w budynku i tym samym staną się współwłasnością wszystkich właścicieli lokali. Właściciele poszczególnych lokali władają nieruchomością wspólną w częściach ułamkowych. Współwłasność nieruchomości wspólnej ma charakter przymusowy, ustanowiony przez ustawę o własności lokali. Nie można żądać zniesienia współwłasności, dopóki trwa odrębna własność lokali.